# Wilhelmina Iwanowska

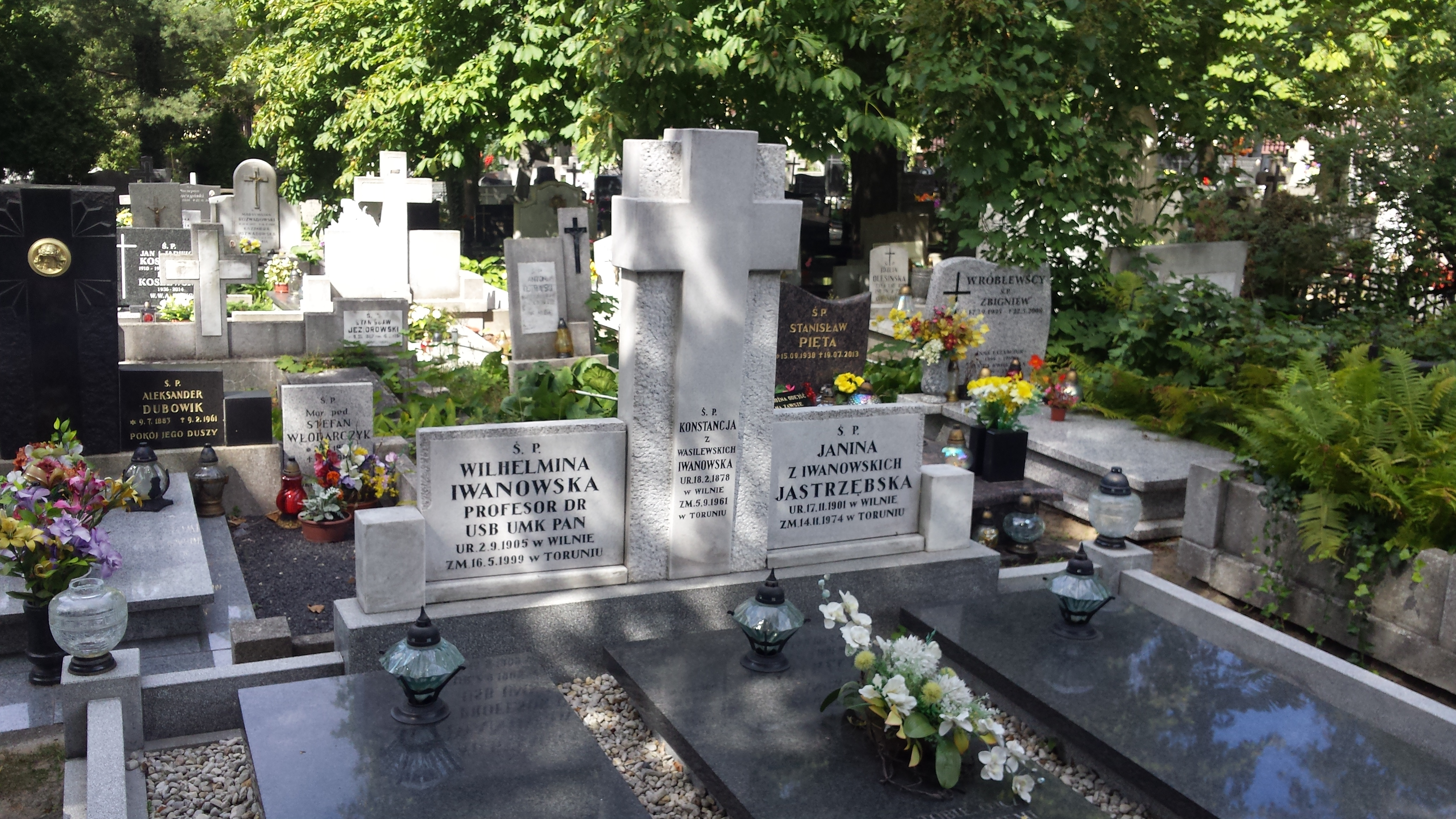
Grób prof. Wilhelminy Iwanowskiej na cmentarzu św. Jerzego

Wilhelmina Iwanowska (ur. 2 września 1905 w Wilnie, zm. 16 maja 1999 w Toruniu) – polska astronomka, profesor w Instytucie Astronomii Uniwersytetu Mikołaja Kopernika w Toruniu.

## Życiorys
Ukończyła studia na Wydziale Astronomii Uniwersytetu Stefana Batorego (USB) w Wilnie. Od 1 stycznia 1927 pracowała w Obserwatorium Astronomicznym USB kierowanym przez Władysława Dziewulskiego (jeden etat zastępcy asystenta dzieliła z Jerzym Jacyną i Włodzimierzem Zonnem; od następnego roku każde z nich miało swoje zatrudnienie). W 1933 roku obroniła pracę doktorską z astronomii. Staż podoktorski odbyła w Obserwatorium Sztokholmskim w latach 1934/35 pod kierunkiem prof. Bertila Lindblada.  W 1937 roku uzyskała habilitację.  Była członkiem zarządu Oddziału Wileńskiego Polskiego Towarzystwa Tatrzańskiego.
14 lipca 1945 została przesiedlona wraz z grupą 200 pracowników Uniwersytetu Stefana Batorego do Torunia. 26 sierpnia 1945 Krajowa Rada Narodowa powołała, aktem erekcyjnym, do życia Uniwersytet Mikołaja Kopernika (UMK) w Toruniu. Wilhelmina Iwanowska otrzymała nominację rektorską na profesora nadzwyczajnego UMK w katedrze astrofizyki 8 października 1945, a oficjalną nominację 22 maja 1946. Wykłady astrofizyki rozpoczęła 3 grudnia 1945.
Brała udział w badaniach na temat między innymi ruchu gwiazd w przestrzeni, fotometrii fotograficznej, gwiazd zmiennych, widm gwiazdowych oraz ewolucji galaktyk. Jej największym osiągnięciem było ustalenie nowej skali odległości we Wszechświecie. Była zapraszana na wykłady na europejskich i na amerykańskich uniwersytetach. Od listopada 1948 roku do maja 1949 prof. Iwanowska przebywała na stażu naukowym w USA w kilku tamtejszych obserwatoriach, zrezygnowała jednak z kontynuowania kariery naukowej w Stanach i powróciła do kraju.  Została też wiceprezesem Międzynarodowej Unii Astronomicznej (byłą pierwszą kobietą w zarządzie IAU) oraz członkiem korespondentem (od 1956) i członkiem rzeczywistym (od 1976) Polskiej Akademii Nauk. Była założycielką Toruńskiego Centrum Astronomicznego PAN w Piwnicach k. Torunia. Toruńskim obserwatorium kierowała od grudnia 1952 roku aż do przejścia na emeryturę w październiku 1976. Na jej prośbę, za pośrednictwem prof. Lindblada, prof. Harlow Shapley, dyrektor Obserwatorium Harwardzkiego, zgodził się przekazać na 100 lat 20-cm teleskop Henry'ego Drapera. Przybył on do Piwnic w 1947 roku, a pierwszych obserwacji dokonano w roku 1949. W czasie wykładów w USA pozyskała fundusze na zakup największego polskiego radioteleskopu. W 1962 roku w obserwatorium UMK zainstalowano do dziś największy w Polsce teleskop optyczny o średnicy lustra 90 cm.
W czerwcu 1968 roku weszła w skład Komitetu Honorowego oraz Komitetu Przygotowawczego obchodów 500 rocznicy urodzin Mikołaja Kopernika.
Profesor Iwanowska wypromowała 19 doktorów, a 8 z nich uzyskało tytuł naukowy profesora. Wszystkich wysyłała na staże podoktorskie. Na emeryturę przeszła w 1976 roku. 
Nie była zamężna i nie miała dzieci.

## Nagrody i wyróżnienia
Otrzymała tytuł doktora honoris causa trzech uczelni wyższych:
- University of Leicester (Wielka Brytania)
- University of Manitoba w Winnipeg (Kanada)
- Uniwersytetu Mikołaja Kopernika Toruniu[11].

Otrzymała honorowe obywatelstwo miasta Winnipeg, a 31 lipca 1997 roku również Torunia.
Postanowieniem prezydenta Lecha Wałęsy z dnia 4 maja 1995 roku, w uznaniu wybitnych osiągnięć naukowych w dziedzinie astronomii, została odznaczona Krzyżem Wielkim Orderu Odrodzenia Polski.
Na cześć Wilhelminy Iwanowskiej nazwano jedną z ulic Torunia w dzielnicy Podgórz i planetoidę (198820) Iwanowska.
W 2018 roku została patronką nowego programu wyjazdowego dla doktorantów, organizowanego przez Narodową Agencję Wymiany Akademickiej. Dla uhonorowania jej zasług miasto Toruń ogłosiło ją patronką 2025 roku.